# Hutaimbaru (Panyabungan Selatan)
Hutaimbaru is een bestuurslaag in het regentschap Mandailing Natal van de provincie Noord-Sumatra, Indonesië. Hutaimbaru telt 488 inwoners (volkstelling 2010).